# Palfinger
Palfinger AG er en østrigsk producent af hydrauliske kraner og lifte, som har hovedkvarter i Bergheim, Salzburg. De har 150 forskellige modeller og en markedsandel af verdensmarkedet på 35 %. Palfinger har 85 datterselskaber i 33 lande med 30 fabrikker. Der er 12.728 ansatte, og Palfingers årsomsætning er på 2,446 mia. euro (2023).
I 1932 etablerede Richard Palfinger et værksted til reparation af landbrugsvogne og trailere. I 1959 byggede de deres første kran og i 1964 deres første hydrauliske kran.